# 온서
온서(溫序, ? ~ ?)는 후한 초기의 관료로, 자는 차방(次房)이며, 태원군 기현(祁縣) 사람이다.

## 생애
병주에서 종사(從事)를 지냈다.
건무 2년(26년), 군세를 이끌고 북방을 평정하던 기도위 궁리수(弓里戍)는 태원에서 명사들을 찾아갔다. 이때 궁리수는 온서를 높이 평가하여 조정에 천거하였고, 온서는 조정의 부름을 받아 시어사(侍御史)가 되고 무릉도위로 전임되었으나 병으로 사임하였다.
건무 6년(30년), 다시 조정의 부름을 받아 알자(謁者)가 되고 이후 호강교위(護羌校尉)가 되었다. 임지로 향하다가 양무(襄武)에서 외효의 부장 구우(苟宇)에게 사로잡혀 협박을 받았다.
구우는 온서에게 함께 힘을 합쳐 천하를 도모하자고 회유하였다. 온서는 거절하였고, 구우가 재차 권유하니 크게 노하여 말하였다.
| “ | 네가 감히 한나라 장수를 겁박하느냐! | ” |

그러고는 몽둥이로 구우의 무리 몇 사람을 쳐서 죽였다. 구우의 부하들은 온서를 죽이려 하였으나, 구우가 제지하였다.
| “ | 이 자는 절의를 위해 죽는 의로운 선비다. 칼을 내려주어야겠다. | ” |

구우로부터 칼을 받은 온서는 수염을 입에 물고는 주위 사람들에게 말하였다.
| “ | 도적들의 겁박을 받아 죽게 되었으니, 수염을 더럽힐 수는 없다. | ” |

그러고는 칼에 엎드려 스스로 목숨을 끊었다.
온서의 주부(主簿) 한준(韓遵)·종사 왕충(王忠)이 온서의 시신을 거두어 염하였고, 소식을 들은 광무제는 왕충에게 낙양까지 시신을 운구하게 하였다. 성 옆에 무덤 자리를 정해주고, 곡식 천 곡(斛)과 비단 5백 필을 내리는 한편 세 아들을 낭(郞)으로 삼았다.
온서의 맏아들 온수(溫壽)는 복상을 마치고 추평후상(鄒平侯相)이 되었는데, 꿈에서 온서가 나타나 온수에게 고향이 그립다고 말하였다. 온수는 바로 관직을 버리고 은퇴하고는 온서를 고향 땅에 이장하였다.
후손 온회는 양주자사를 지냈다.

## 출전
- 범엽, 《후한서》 권81 독행열전